# Mantidactylus argenteus
A Mantidactylus argenteus  a kétéltűek (Amphibia) osztályába és  a békák (Anura) rendjébe, az aranybékafélék (Mantellidae) családjába tartozó faj. 

## Előfordulása
Madagaszkár endemikus faja. A sziget keleti-középső részén, 500–1000 m-es tengerszint feletti magasságban honos.

## Megjelenése
Közepes méretű Mantidactylus faj. A hímek testhossza 27 mm, a nőstényeké 31 mm. Mellső lába úszóhártya nélküli. A hímek hallószerve nagyon nagy, teljesen áttetsző, a megfigyelő gyakorlatilag belát a béka fejébe. A nőstények hallószerve kisebb. A hímeknek enyhén nyújtható egyszeres hanghólyagja és feltűnő combmirigye van. Háta sima vagy enyhén szemcsézett, zöldes színű, barna mintázattal. Oldalán ezüstfehér pettyek díszítik. Hasi oldala ezüstfehér, torkán két fekete csíkkal. Végtagjai és torkának széle áttetsző.

## Természetvédelmi helyzete
A vörös lista a nem fenyegetett fajok között tartja nyilván. Elterjedési területe nagy, populációja jelentős. Bár védett területen is előfordul, erdei élőhelyének mérete csökkenő tendenciát mutat a mezőgazdaság, a fakitermelés, a szénégetés, az invázív eukaliptuszfajok terjeszkedése, a legeltetés és a lakott települések növekedése következtében.